# Gaspard-Élie Beuverand
 (novembre 2011).
Gaspard-Élie Beuverand De La Vernotte, souvent dénommé Gaspard de Beuverand, seigneur de la Vernotte, est un seigneur bourguignon, né à Louhans le 13 mars 1730 et mort à Vérissey le 7 juin 1794.
Il est notamment seigneur de Bessandrey.

## État civil
Né le 13 mars 1730 à Louhans, fils de Léonard de Beuverand et de Jeanne Vitte, il se marie en 1749 avec Judith-Marie Masier (ou de Mazier). Celle-ci meurt quelques mois plus tard, âgée de 21 ans environ. Beuverand se remarie l'année suivante à Saint-Amour (Jura) avec Jeanne Françoise Degland.

### Titre de noblesse
Faisant partie de la noblesse, il avait le titre d'écuyer, titre récupéré de son père, lui-même chevalier. Il était aussi officier au régiment de Quercy.

## Blason familial
Son blason représente une vache d'or, portant une collier à cloche argenté, le tout sur un fond bleu azur. 
La vache d'or est généralement utilisé par les seigneurs, qui ont pour richesse, d'importantes productions de blé et du bétail. L'utilisation du bleu azur (couleur du blason du roi de France) est un signe d'engagement, de fidélité et de loyauté envers ce dernier.

## Fief

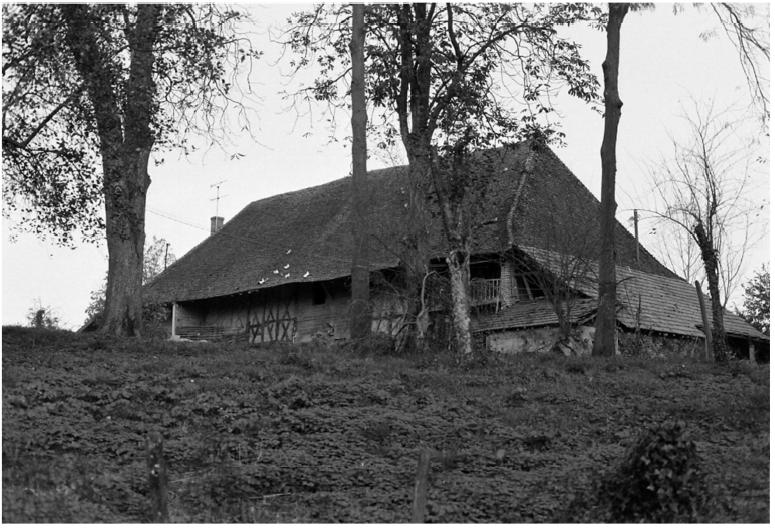
Logis d'habitation - Photo prise en 1984

Ses terres étaient celle de Saffre, parfois appelées Chichevière et étaient, d'après un inventaire notarié de 1666, estimées à :
- 30 journaux de terre, soit 660 ares.
- 18 journaux de prés, soit 396 ares.
- 16 journaux bois, soit 352 ares.
- 6 journaux d’étang, soit 132 ares.

(1 journal, en Bourgogne = environ 22 ares)
soit au total, 1540 ares = 15 hectares

### Localisation actuelle
À l'heure actuelle, le lieu-dit de Saffre s'orthographie Safre, et se situe sur la commune de Frontenaud (71580), non-loin de Louhans dans le département de Saône-et-Loire.
D'ailleurs, le terme Chichevière n'est plus utilisé dans la commune.

### Acquisition
C'est en 1768, que la Marquise de Sainte-Croix offrit à Gaspard-Élie, son fief.

## Logis seigneurial
Les bâtiments d'habitation et les dépendances, typiques de la région, de par leur colombages, et l'utilisation de briques, sont répertoriés au patrimoine de la commune.
Le domaine comptaient trois bâtiments principaux.

## Pour approfondir